# 孤独の報酬
『孤独の報酬』（こどくのほうしゅう、This Sporting Life）は1963年のイギリスのドラマ映画。リンゼイ・アンダーソン監督の長編劇映画デビュー作で、出演はリチャード・ハリスとレイチェル・ロバーツなど。
デヴィッド・ストーリーの小説『This Sporting Life』を作者自身の脚色で映画化した作品で、貧しい炭鉱作業員からプロのラグビーリーグ選手に転向して成功を収めた青年が、下宿先の未亡人とすれ違いの恋愛関係を繰り返して苦悩を募らせていく姿を描いている。
また本作が初主演となるリチャード・ハリスが第16回カンヌ国際映画祭で男優賞を受賞している。

## ストーリー
イギリス中部の炭鉱町で、地元のラグビーリーグチームのスター選手フランクは、試合中に前歯を折る怪我を負って病院に連れて行かれる。治療のための麻酔で意識が朦朧とする中、フランクはこれまでの自分の生活を振り返る。
フランクは炭鉱作業員として働いていたが、下宿の女主人で未亡人のマーガレットと出会い、彼女に強く惹かれる。彼女は深く愛していた夫を自殺で亡くしており、貧しくつましい生活の中、心を閉ざして2人の子供の世話に明け暮れていた。そんな彼女を幸せにしたい一心で、フランクは持ち前の立派な体格と腕っ節の強さを活かしてラグビーリーグ選手となると、瞬く間にスター選手となる。人気者となったフランクだったが、自分を頑なに拒み続けるマーガレットへの想いは募るばかり。しかし、一方のマーガレットも実はフランクを憎からず想っていたことから、ある夜、泥酔して帰宅したフランクと関係を結んでしまう。ところが、それでもマーガレットはフランクに対して心を開こうとしない。
歯の治療が終わったフランクはチームによるクリスマスパーティに出席した後、マーガレットの子供たちへのプレゼントを持って帰宅する。フランクとマーガレットは穏やかな一夜を過ごす。
スター選手として収入の増えたフランクはマーガレットに高価なコートを買い与え、高級レストランに連れて行く。しかし、フランクの思い上がった傲慢な態度に嫌気がさしたマーガレットはそそくさとレストランを出て行く。2人の関係がぎくしゃくする中、マーガレットはフランクに自分が近所から「ラグビーをする猿」に養われている情婦扱いを受けていること、そんな世間の目が怖いことを告白する。これをきっかけに2人の関係は修復不能な状態となり、フランクは家を飛び出す。安宿に泊まっていたフランクだったが、マーガレットへの想いを捨て切れずに戻って来る。ところがマーガレットは不在で脳出血で病院に入院しているという。フランクは病院に駆けつけるが、マーガレットはフランクが見守る中、呆気なく亡くなる。
生き甲斐をなくしたフランクは、無気力のまま試合に臨む。

## キャスト
- フランク・メイチン: リチャード・ハリス - 元炭鉱作業員のラグビーリーグ選手。
- マーガレット・ハモンド: レイチェル・ロバーツ
- ジェラルド・ウィーヴァー: アラン・バデル - ラグビーリーグチームのオーナー。
- モーリス・ブレイスウェイト: コリン・ブレイクリー（英語版） - フランクのチーム仲間で親友。
- ジョンソン: ウィリアム・ハートネル（英語版） - ベテラン・スカウト。フランクを息子のように思う。

## 製作
クレジットはされていないが、エドワード・フォックスの長編映画デビュー作であり、グレンダ・ジャクソンがクリスマスパーティのシーンでピアノの周りで歌っているグループの1人として出演している。
ラグビーリーグの試合のシーンでは観客として大量のエキストラを雇うことが出来ず、木製の人形をエキストラの間に立たせて群衆に見せていた。

## 作品の評価

### 映画批評家によるレビュー
Rotten Tomatoesによれば、批評家の一致した見解は「物語としても物理レベルでも適度に痛烈な『孤独の報酬』は、英国の『キッチン・シンク』の名作であることに変わりはなく、見た目にも美しく、余韻を残している。」であり、21件の評論のうち高評価は95%にあたる20件で、平均点は10点満点中8.22点となっている。

### 受賞歴
| 賞                                   | 部門                         | 対象                   | 結果       |
| ------------------------------------ | ---------------------------- | ---------------------- | ---------- |
| カンヌ国際映画祭                     | パルム・ドール               |                        | ノミネート |
| カンヌ国際映画祭                     | 男優賞                       | リチャード・ハリス     | 受賞       |
| アカデミー賞                         | 主演男優賞                   | リチャード・ハリス     | ノミネート |
| アカデミー賞                         | 主演女優賞                   | レイチェル・ロバーツ   | ノミネート |
| 英国アカデミー賞                     | 総合作品賞                   |                        | ノミネート |
| 英国アカデミー賞                     | 英国作品賞                   |                        | ノミネート |
| 英国アカデミー賞                     | 英国脚本賞                   | デヴィッド・ストーリー | ノミネート |
| 英国アカデミー賞                     | 英国男優賞                   | リチャード・ハリス     | ノミネート |
| 英国アカデミー賞                     | 英国女優賞                   | レイチェル・ロバーツ   | 受賞       |
| ゴールデングローブ賞                 | 主演女優賞 (ドラマ部門)      | レイチェル・ロバーツ   | ノミネート |
| ゴールデングローブ賞                 | サミュエル・ゴールドウィン賞 |                        | ノミネート |
| ナショナル・ボード・オブ・レビュー賞 | トップ10                     |                        | 第5位      |